# Erweiterungsflächen Vogelmoor
Die Erweiterungsflächen Vogelmoor sind ein Naturschutzgebiet in der niedersächsischen Gemeinden Ehra-Lessien in der Samtgemeinde Brome und Barwedel in der Samtgemeinde Boldecker Land im Landkreis Gifhorn.

## Allgemeines
Das Naturschutzgebiet mit dem Kennzeichen NSG BR 133 ist etwa 156 Hektar groß. 141 Hektar des Naturschutzgebietes sind Bestandteil des FFH-Gebietes „Vogelmoor“. Im Süden grenzt es an das Naturschutzgebiet „Vogelmoor“. Das Gebiet steht seit dem 23. August 2007 unter Schutz. Zuständige untere Naturschutzbehörde ist der Landkreis Gifhorn.

## Beschreibung
Das Naturschutzgebiet liegt südwestlich von Ehra und nordwestlich von Barwedel. Es stellt ein in einer Talniederung einer Grundmoräne liegendes, degeneriertes Moorgebiet unter Schutz. Das Moorgebiet wird überwiegend von Grünland geprägt, in das Moorwald und Feuchtgebüsche eingestreut sind. Die Grünländereien auf feuchten bis nassen Standorten werden teilweise extensiv genutzt, teilweise liegen sie brach. Daneben sind Sümpfe und ein Übergangsmoor mit Wollgrasvorkommen sowie kleinflächig Borstgrasrasen zu finden. Auf letzteren siedeln Blutwurz, Sparrige Binse, Blaues Pfeifengras sowie Besen- und Glockenheide. Auch Englischer Ginster, Waldläusekraut und Lungenenzian sind hier noch zu finden. Der Lungenenzian dient den Raupen des Kleinen Moorbläuling als Nahrung. Die Feuchtwiesen im Naturschutzgebiet sind Lebensraum u. a. von Kiebitz, Bekassine und Braunkehlchen. Gräben beherbergen das Froschkraut.
In den Randbereichen des Schutzgebietes sind Birken-Kiefernwälder und Erlenwälder zu finden. Bruchwaldartige Ausprägungen der Moorwälder und wachsende Moorstadien sind nur vereinzelt zu finden. Durch das Naturschutzgebiet verläuft der Bullergraben, der das Gebiet zur Kleinen Aller entwässert.
Das Naturschutzgebiet wird überwiegend von weiteren Grünländern und Wäldern umgeben. Teilweise grenzen auch Ackerflächen an das Naturschutzgebiet. Im Südosten grenzt das Naturschutzgebiet an die Bundesstraße 248.

## Planung der Autobahn 39
Das Land Niedersachsen plant den Weiterbau der Bundesautobahn 39 zwischen Lüneburg und Wolfsburg. Im Planungsabschnitt 7 zwischen Ehra und Wolfsburg verläuft die geplante Trasse der Autobahn westlich des Naturschutzgebietes und im Nordwesten des Naturschutzgebietes nur wenige hundert Meter von diesem entfernt.